# 페깅

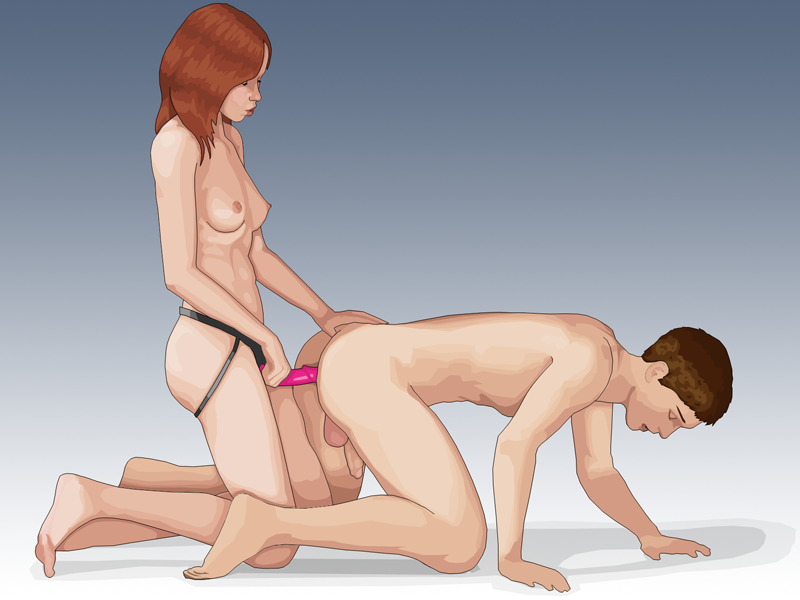

페깅(pegging)은 스트랩온 딜도를 찬 여성이 남성에게 삽입하는 항문 성교이다.

## 방식
페깅은 스트랩이 달린 딜도를 사용한 침투성 성교로, 일반적으로 항문 성교이다. 일반적으로 여성이 남성의 항문에 삽입하는 행위로 정의된다. 여성은 하네스가 부착된 끈이 달린 딜도(주로 실리콘 남근) 또는 끈이 없는 딜도(페거를 관통함)를 사용한다. 윤활유도 사용된다.
트리스탄 타오르미노(Tristan Taormino)에 따르면 성별과 성별 역할은 페깅에서 중요한 역할을 할 수 있다. 페깅은 성행위에서 전통적인 시스젠더 이성애 성별 역할을 뒤집는다. 남성은 여성에 의해 침투되어 적극적이 아닌 수동적이 된다.

## 같이 보기
- 딜도
- 강제적 여성화